# Municipio de Piney Creek (condado de Alleghany)
Piney Creek Township es una subdivisión territorial del condado de Alleghany, Carolina del Norte, Estados Unidos. Según el censo de 2020, tiene una población de 932 habitantes.
Es una subdivisión exclusivamente geográfica, por cuanto el estado de Carolina del Norte no utiliza la herramienta de los townships como municipios.

## Geografía
La subdivisión está ubicada en las coordenadas 36°33′06″N 81°16′29″O / 36.55167, -81.27472 (36.55166, -81.274619).